# Ngô Quyền
Ngô Quyền (897 - 944) – wietnamski generał, a następnie król w latach 939 - 944. Założyciel dynastii Ngô. W 938 r. na rzece Bạch Đằng pokonał wojska Południowych Hanów. W bitwie zastosował po raz pierwszy fortel prowadzący do zniszczenia floty inwazyjnej. W dno szerokiej odnogi rzecznej, którą wroga flota płynęła w głąb kraju, powbijano, okute żelazem, bambusowe pale, pozwalające na swobodną żeglugę w czasie przypływu. Zaskoczona nagłym atakiem powyżej przeszkody chińska flota zaczęła się wycofywać z prądem wpadając na odsłonięte odpływem pale. Po klęsce floty Chińczycy nie zdecydowali się na atak lądowy uznając tym prawo Wietnamu do niepodległości. 
Fortel na rzece Bạch Đằng został użyty przez Wietnamczyków jeszcze dwukrotnie w 981 i 1288 r.